# إبراهام بنروبي
إبراهام بنروبي (بالإنجليزية: Abraham Benrubi)‏ مواليد 4 أكتوبر 1969 في إنديانابوليس، هو ممثل أمريكي بدأ مسيرته الفنية سنة 1990.

## أعماله

### أفلام
- جورج وجونغل (فيلم)
- إعصار (فيلم 1996)
- شبكة شارلوت (فيلم 2006)
- ملكة الدماثة 2 مسلحة ورائعة
- أفضل الساعات
- الولد الصغير (قنبلة)

### مسلسلات
- أجنحة (مسلسل 1990)
- آلام النمو
- غريس أندر فاير
- روزان (مسلسل)
- إي آر (مسلسل)
- الملفات الغامضة
- ملاك الظلام (مسلسل)
- بافي قاتلة مصاصي الدماء
- متزوج ولدي أطفال (مسلسل)
- عقول إجرامية
- الدجاجة الآلية (مسلسل)
- بونز (مسلسل)
- كان ياما كان (مسلسل أمريكي)
- الجسر (مسلسل 2013)
- بوش (مسلسل)
- منبوذ (مسلسل)

## روابط خارجية
- إبراهام بنروبي على موقع IMDb (الإنجليزية)
- إبراهام بنروبي على موقع ألو سيني (الفرنسية)
- إبراهام بنروبي على موقع ميوزك برينز (الإنجليزية)
- إبراهام بنروبي على موقع أول موفي (الإنجليزية)
- إبراهام بنروبي على موقع قاعدة بيانات الأفلام السويدية (السويدية)
- إبراهام بنروبي على موقع إن إن دي بي (الإنجليزية)
- إبراهام بنروبي على موقع قاعدة بيانات الفيلم (الإنجليزية)
- إبراهام بنروبي على موقع كينوبويسك (الروسية)